# Christian Saceanu
Christian Saceanu (Cluj-Napoca, 8 luglio 1968) è un ex tennista tedesco, originario della Romania.

## Carriera
Nato in Romania, nel 1986 si trasferì con la famiglia in Germania Ovest acquisendone la cittadinanza e debuttò nel circuito professionistico. L'anno successivo raggiunge la sua prima finale nel tennis professionistico a Livingston venendo sconfitto da Johan Kriek. L'anno seguente sull'erba di Bristol vince il suo primo titolo ATP. Tre anni dopo si ripete sempre su erba, questa volta a Rosmalen. Nei tornei del Grande Slam ha raggiunto gli ottavi di finale agli Australian Open 1988 e a Wimbledon 1992, fermato in entrambe le circostanze dal futuro vincitore del torneo, rispettivamente Mats Wilander e André Agassi.
Nel corso della sua carriera ha vinto diversi titoli minori di categoria ATP Challenger Series. Si è ritirato nel 2000.

## Statistiche

### Singolare

#### Titoli (2)
| Legenda singolare                                           |
| Grande Slam (0)                                             |
| ATP World Tour Championships / Grand Slam Cup (0)           |
| ATP Super 9 / Masters Series (0)                            |
| ATP Championship Series / ATP International Series Gold (0) |
| ATP World Series / ATP International Series (2)             |

| Numero | Data           | Torneo                | Superficie | Avversario in finale | Punteggio     |
| 1.     | 19 luglio 1988 | Bristol Open, Bristol | Erba       | Ramesh Krishnan      | 6–4, 2–6, 6–2 |
| 2.     | 14 giugno 1991 | Ordina Open, Rosmalen | Erba       | Michiel Schapers     | 6–1, 3–6, 7–5 |

#### Finali perse (1)
| Legenda singolare                                           |
| Grande Slam (0)                                             |
| ATP World Tour Championships / Grand Slam Cup (0)           |
| ATP Super 9 / Masters Series (0)                            |
| ATP Championship Series / ATP International Series Gold (0) |
| ATP World Series / ATP International Series (1)             |

| Numero | Data           | Torneo                      | Superficie | Avversario in finale | Punteggio     |
| 1.     | 19 luglio 1987 | Livingston Open, Livingston | Cemento    | Johan Kriek          | 6–7, 6–3, 2–6 |